# Dendropsophus microcephalus
Espèce
Synonymes
- Hyla microcephala Cope, 1886
- Hyla cherrei Cope, 1894
- Hyla microcephala Boulenger, 1898
- Hyla underwoodi Boulenger, 1899
- Hyla misera Werner, 1903
- Hyla microcephala martini Smith, 1951

Statut de conservation UICN

 LC  : Préoccupation mineure
Dendropsophus microcephalus est une espèce d'amphibiens de la famille des Hylidae.

## Répartition
Cette espèce se rencontre jusqu'à 300 m d'altitude, :

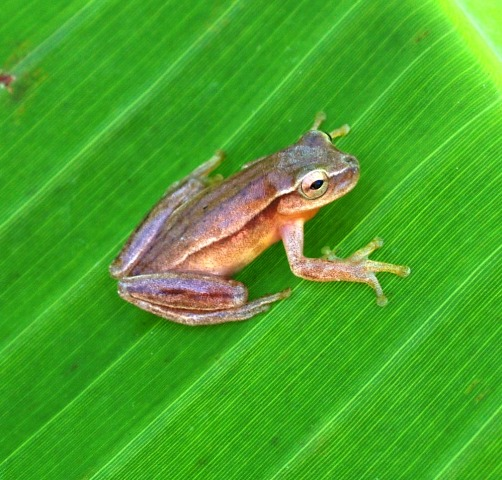
Dendropsophus microcephalus

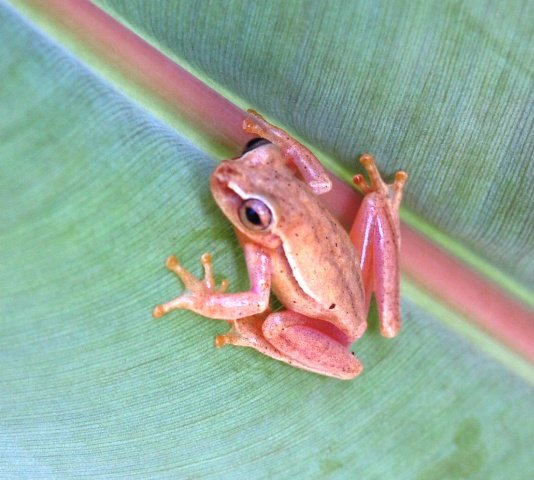
Dendropsophus microcephalus

- dans le sud-est du Mexique ;
- en Amérique centrale ;
- en Colombie ;
- au Venezuela ;
- à Trinité-et-Tobago ;
- au Guyana ;
- au Suriname ;
- en Guyane ;
- au Brésil.

## Publication originale
- Cope, 1886 : Thirteenth Contribution to the Herpetology of Tropical America. Proceedings of the American Philosophical Society, vol. 23, no 122, p. 271-287 (texte intégral).